# Valstagna
Valstagna är en ort och frazione i kommunen Valbrenta i provinsen Vicenza i regionen Veneto i Italien. 
Kommuenen upphörde den 30 januari 2019 när den tillsammans med Campolongo sul Brenta, Cismon del Grappa och San Nazario bildade kommunen Valbrenta. Den tidigare kommunen hade 1 745 invånare (2018).